# Осман Мифтари
Осман Мифтари (на македонска литературна норма: Осман Мифтари) е политик от Социалистическа република Македония.

## Биография
Роден е на 15 май 1915 година в гостиварското село Видуша. През 1936 година завършва Великото медресе в Скопие, а през 1940 година завършва Юридическия факултет на Белградския университет. По време на немската окупация на Югославия е изпратен в лагер в Прищина. След Втората световна война е председател на Окръжния комитет на Социалистическа република Македония и повереник за финанси на Окръжния народен комитет на Скопие. В периода 1947-1951 година е съдия във Върховния съд на СРМ. Между 1951 и 1960 година е председател на Народния комитет на община Гостивар. Между 1963 и 1967 година е член на Изпълнителния съвет на СРМ. Народен представител е в Събранието на СРМ в периода 1953-1957 година и народен пратеник в събранието на СФРЮ. Член е на ЦК на МКП. Между 1967 и 1975 година е председател на Върховния съд на СРМ.